# ジョージ・ビドル・エアリー
サー・ジョージ・ビドル・エアリー（英: Sir George Biddell Airy、1801年7月27日 – 1892年1月2日）は、イギリスの天文学者。グリニッジ天文台台長（王室天文官、在任：1835年 - 1881年）、王立協会会長（在任：1871年 - 1873年）を務めた。
彼が決めたグリニッジの子午線が1884年に世界の本初子午線としてワシントンDCの本初子午線会議で25カ国に同意され、現在の経度0度となっている。

## 人物・生涯
イングランドのノーサンバーランド州アニックで生まれる。1819年にケンブリッジ大学のトリニティ・カレッジに入学。1836年に王立協会のフェローに選出された。グリニッジ天文台長時代に同天文台の設備・機構を大幅に整備し、エアリー自身も観測機械を発明・改良した。位置天文学に貢献する一方、光の回折・干渉等光学の研究にも従事し、円形開口を通過した光の回折によって生じる光学現象エアリーディスクにその名を残している。アイソスタシー説の提唱者でもある。
1871年にバス勲章コンパニオンを受勲し、翌1872年にバス勲章ナイト・コンパニオンに昇叙されサーとなっている。

## 業績

### グリニッジ子午線とグリニッジ時間
海上での経度の測定にグリニッジ時間に合わされたクロノメータが世界中で使われるようになっている時代に

グリニッジ天文台長を勤めたエアリーは、経度そしてグリニッジ時間に関して二つの重要な功績を残している。
ひとつめは、新たに子午環

を設置したことである

。

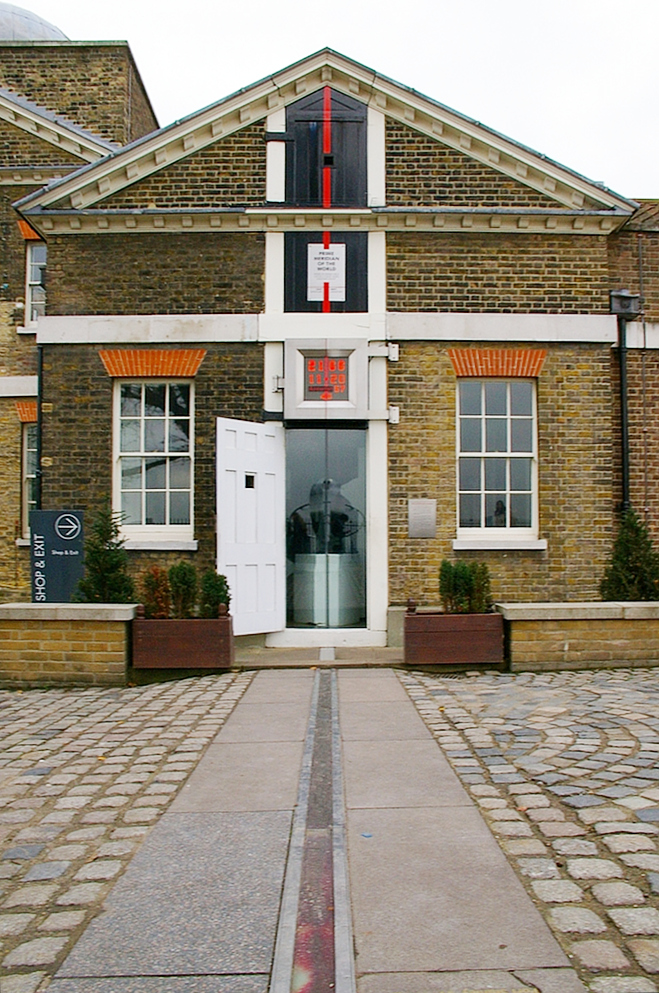
エアリーの子午環が置かれた建物。本初子午線を示すラインが引かれている。

これは1851年から1927年まで使われ、その間の1884年に開かれた世界子午線会議の結果、世界の本初子午線はグリニッジ子午線となった

ために、
エアリーの子午環の上を通る子午線が本初子午線となった。
ふたつめは、電信を使ったグリニッジ時間の提供である。1851年、エアリーは、鉄道会社、電信公社、資金提供を期待する海軍省と計画の交渉を開始している

。この計画は実行に移され、グリニッジ天文台からの信号は、イギリス国中の鉄道駅や郵便局、そしてクロノメータ製造業者に届けられるようになった

。

### エアリー・ディスク
1835年、"円形開口の対物レンズの回折について"を著し、波動光学的な解析から、理想的な望遠鏡であってもその星像は一定の大きさを持った円盤状となることを示した

。
この円盤はエアリーディスクと呼ばれ、回折像を議論する際の指標となっている

。

### 虹とエアリー関数
虹は光が水滴で反射屈折して生じたものであることは、ルネ・デカルトの著書

の中で1637年には既に解明されていた。
しかし、この幾何光学からの解析では、過剰虹と呼ばれる現象が説明できなかった。
エアリーは、論文"焦線近傍の光強度について"で、光を波として捉えることにより、過剰虹の明暗分布の様子を示すエアリー関数を導き出してみせた

。
エアリー関数は、今日では単に虹を表現するだけのものでなく、シュレディンガー方程式の特定の条件での解として扱われている

。

### エアリーの応力関数
吊り橋よりも剛性が高く移動荷重となる鉄道用に使える長支間橋梁構造として考え出された箱桁橋の解析を通してエアリーは構造力学にも関与した。彼が提示した応力関数(en:Stress functions)は、その後精緻化され、二次元弾性問題の理論解析に寄与することになる。

## チャールズ・バベッジとの衝突
チャールズ・バベッジは、エアリーより10歳年上だが、エアリーの跡を継いでケンブリッジ大学ルーカス教授職となる数学者で、後にコンピュータの父と呼ばれることになる人物である。
政府の予算を得てバベッジが進めていた計算エンジン開発のプロジェクトについて、役にたたないから中止すべきだとエアリーは財務省に進言し、プロジェクトを中止させている

。
バベッジが提唱していた鉄道ゲージにも異を唱えるなど、エアリーとバベッジは、衝突を繰り返した

。

## 海王星探索の失敗
ケンブリッジ大学の後輩にあたるジョン・クーチ・アダムズは、天王星の不自然な軌道が未知の惑星による影響だという結論を得てその位置を計算し、結果をエアリーとケンブリッジ天文台のチャリスに渡すが、二人ともフランスの天文学者ルヴェリエによる計算結果が世に出るまで探索を開始しなかった

。
そして後に海王星と呼ばれるこの惑星の発見は、ドイツの天文学者ガレに先を越されてしまう

。
エアリーは、彼の取り組む姿勢に問題があったとして、その後、厳しい批判にさらされることになる

。

## 主な受賞歴
- 1823年 スミス賞
- 1831年 コプリ・メダル
- 1833年 王立天文学会ゴールドメダル
- 1834年 ラランド賞
- 1840年 ベーカリアン・メダル
- 1845年 ロイヤル・メダル
- 1846年 王立天文学会ゴールドメダル（2回目）
- 1876年 アルバート・メダル